# Agrotis strigosa
Agrotis strigosa är en fjärilsart som beskrevs av Embrik Strand 1903. Agrotis strigosa ingår i släktet Agrotis och familjen nattflyn. Inga underarter finns listade i Catalogue of Life.